# Neder-Håtjärnen
Neder-Håtjärnen är en sjö i Ånge kommun i Medelpad och ingår i Ljungans huvudavrinningsområde.